# Turris yeddoensis
Turris yeddoensis is een slakkensoort uit de familie van de Turridae. De wetenschappelijke naam van de soort is voor het eerst geldig gepubliceerd in 1883 door Jousseaume.